# Salga Attila
Salga Attila (Tarnaörs, 1945. szeptember 5. –) eszperantista, szlavista, nyelvész, újságíró, eszperantó szaktanár, egyetemi docens, regényíró.

## Életútja
Az egri Dobó István Gimnáziumban tanult (1960–1964). Tanulmányait 1965-ben az Egri Pedagógiai Főiskola magyar – orosz szakán folytatta. Leningrádban és Vlagyimirban nyelvi képzésen vett részt.
Az 1969–1970-es tanévben Poroszlón tanított, majd az Egri Pedagógiai Főiskola Orosz Tanszékén dolgozott 1982-ig. Debrecenben 1974-ben orosz szakos középiskolai tanári diplomát szerzett, és egy év múlva ugyanott védte meg doktori disszertációját (Bonkáló Sándor (1880–1959) és a keleti szlávok). 1982–1995 között Kossuth Lajos Tudományegyetem Szláv Filológiai Intézetében tanított és kutatott. Közben az eszperantó nemzetközi nyelvet is tanította. 1986 óta vizsgáztat az Origó Nyelvi Centrum keretében. Számos regényt, egyetemi jegyzetet, cikket, tanulmányt írt magyar, orosz és eszperantó nyelven. Ezek közül kiemelkednek a Bonkáló Sándorral kapcsolatos művei. A szocializmus évei alatt a szlavista Bonkáló munkásságát nem ismerték el, könyvei indexre kerültek, mert bírálta a szovjet irodalmat, és a történelmi Magyarországon élő rutén (ruszin) népet nem tekintette ukránnak, mint a szovjet történetírók. 

### Eszperantó tevékenysége
- Salga Attila, Eszperantó írásbeli vizsga, Alap-, közép- és felsőfokon : Origó vizsgarendszer
- Salga Attila, Eszperantó nefelejcsek - 1996
- Salga Attila: Eszperantó nyelv - 2006

Kezdő szinttől az államilag elismert nyelvvizsgáig
- Salga Attila: Magyar-eszperantó szótár - 2005
- Salga Attila: Eszperantó-magyar szótár - 2005
- Salga Attila: Eszperantó társalgó - 1998

Az államilag elismert nyelvvizsga témaköreiből
- Salga Attila: Magyar-eszperantó tematikus szótár - 2005
- Salga Attila: Szóbeli eszperantó nyelvvizsga (2024?), Alap-, közép- és felsőfokon

#### Regényei
- Mi lenne velem nélkülem? - 2009

Kio okazus al mi sen mi?, romano pri la hungaraj historiaj interŝanĝoj inter 1943/1995 en la spegulo de vivoj de kelkaj familianoj,
- A mátészalkai kalandor regényes története - 2009

Romana historio de ĉantaĝisto el urbo Mátészalka - pri tiutempe mondfama ĉantaĝisto („vivmaestro”), kiu helpis al aliaj absolute nekutime.
- A reménygyújtogató - 2009

Esper-bruliganto. - Romano pri ĉantaĝisto, kiu misgvidis riĉulojn.
- Hamis remények ébresztője - 2009

Vekisto de falsaj esperoj.
- Ideát van kóma - 2011

Ĉi tie estas komato - pri fantazia vivo de realoj.
- Nem minden Pipi buta tyúk - 2013

Ne ĉiu kokido estas stulta kokino - pri puno kaj puniĝo de riĉulo en la kortbirdejo.
- Keserédes - 2015

Amardolĉa
- Lélekolvasó - 2018

Animlegejo - pri transportado de animoj kaj ilia studado

## Fordítás
- Ez a szócikk részben vagy egészben  az   Attila Salga című eszperantó Wikipédia-szócikk ezen változatának fordításán alapul.  Az eredeti cikk szerkesztőit annak laptörténete sorolja fel. Ez a jelzés csupán a megfogalmazás eredetét és a szerzői jogokat jelzi, nem szolgál a cikkben szereplő információk forrásmegjelöléseként.